# Ostitis fibrosa cystica

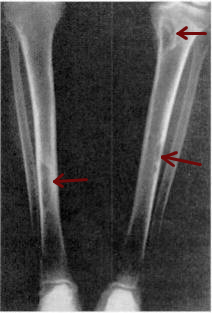
Osteitis fibrosa cystica der Tibia.

Die Ostitis fibrosa cystica generalisata (auch: von-Recklinghausen-Krankheit des Knochens, kurz Recklinghausensche Krankheit, jedoch nicht zu verwechseln mit der Neurofibromatose Typ I, von Recklinghausen), kurz auch Ostitis fibrosa genannt, entsteht als Folge einer Überfunktion der Nebenschilddrüsen (Hyperparathyreoidismus).
Durch die erhöhte Parathormon-Konzentration im Blut werden Osteoklasten stimuliert, die Knochensubstanz abbauen. Das abgebaute Material wird durch Bindegewebszüge ersetzt (Fibroosteoklasie).
Bei Fortschreiten können sich im Spätstadium „braune Tumoren“ entwickeln, die typisch für die Ostitis fibrosa cystica generalisata sind. Sie entstehen durch Einblutungen in Stellen des bindegewebig umgebauten Knochens und sind als zystenartige Strukturen in und an Knochen zu sehen.

## Klassifikation
Die Ostitis fibrosa (cystica) generalisata ist als klassische Folge eines anhaltenden Hyperparathyreoidismus definiert und im ICD-10 in der Kategorie E21.0 (primärer Hyperparathyreoidismus) eingruppiert.

## Differentialdiagnosen
- Sarkom